# Korkrecycling
Als Korkrecycling wird die Rückführung von Abfällen aus Kork zur Herstellung neuer Güter bezeichnet. Es kommen dafür vor allem getrennt gesammelte Flaschenkorken und unbehandelte Reste von Kork-Parkett in Frage, wie sie beim Neuverlegen von Kork-Fußböden anfallen. Das Sammelgut wird nachsortiert und zu Granulat zerkleinert, das als Schüttgut zur Wärmedämmung im Hausbau eingesetzt oder anderen Baustoffen beigemengt wird.

## Voraussetzungen
Die entscheidende Voraussetzung für ein gut funktionierendes Recycling ist die Getrennthaltung von Anfang an. Sortenreiner, sauberer und damit verwertbarer Kork kann nicht nachträglich aus einer gemischten Wertstoffsammlung oder aus Müll aussortiert werden.
Presskorken, Presskork-Untersetzer, Pinwandplatten und Ähnliches sind verwertbar – es dürfen aber keine Holzteile oder Kleberreste anhaften.
Für Verschnittabfälle von Korkdämmplatten und unbehandelten Korkfußböden gilt derselbe Grundsatz: nur ohne Anhaftungen von Klebern und ohne Vermischung mit Fremdstoffen (das heißt ohne Bitumen, Gips, Zement, Nägel und so weiter) ist eine Verwertung möglich. Die Presskorken enthalten zwar Bindemittel, diese Bindemittel sind jedoch als lebensmittelecht zugelassen und sind im Wärmedämmstoff unproblematisch.
Kunststoff-Flaschenstöpsel sollen nicht mitgesammelt werden. Echte Korken gehören nicht in den Gelben Sack oder die Wertstofftonne – auch nicht in die Biotonne, da Kork schwer abbaubar ist.

## Korkensammlung

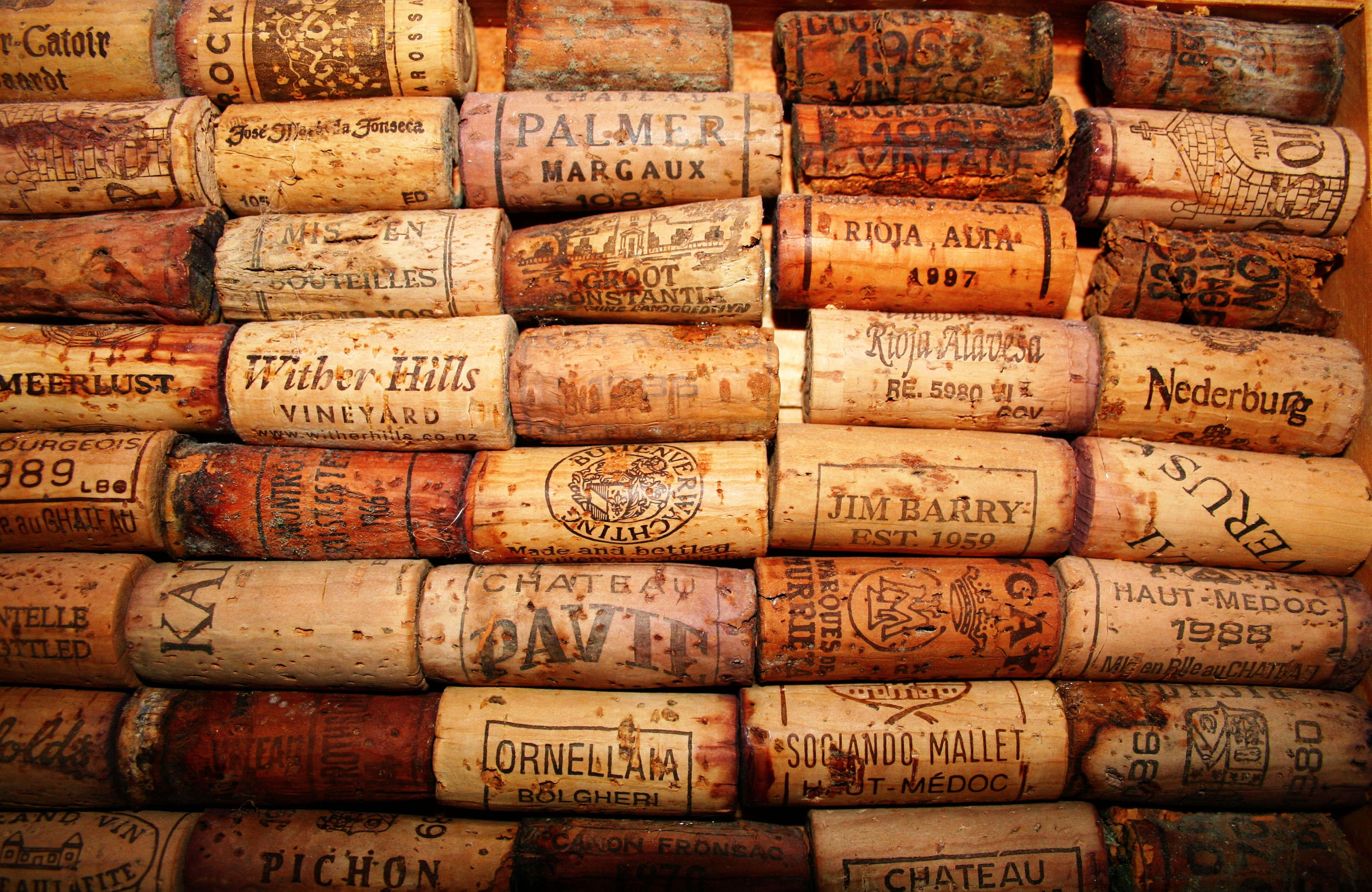
Naturkorken (oben rechts: alte Korken)

Wichtig ist die Vernetzung der lokalen Korkensammelstellen in Gemeinden, Ortsteilen oder Stadtbezirken. Dazu gibt es neben offiziellen Sammelstellen (Wertstoffhöfe, Recyclinghöfe) die Rücknahme in manchen Geschäften (Handelshof/Kaufland, Weinhandlungen, Getränkemärkte) oder auch Sammelstellen von Vereinen (zum Beispiel Umwelt- und Naturschutzzentren), Kirchengemeinden oder in Schulen, Kindergärten, Naturkostläden und so weiter.
Für die Vernetzung der Sammelstellen sorgen in der Regel die Abfallwirtschaftsämter der Städte und Landkreise. Sie lassen das Sammelgut in regelmäßigen Abständen abholen und zu einer Verwertung bringen.
Als Sammel- und Transportbehältnis eignen sich am besten luftdurchlässig grob gewobene, reißfeste Kunststoff-Gewebesäcke. Die Korken sollten trocken und luftig gelagert werden, damit sich der Weingeruch verliert.

## Kork-Recyclingprodukte
Wärmedämmungen aus Altkork tragen mehrfach zum Umweltschutz bei.
Als Dämmstoffgranulat ist Recyclingkork bautechnisch erprobt. Entsprechende bautechnische Eignungsprüfungen und Untersuchungen haben die positiven praktischen Erfahrungen bestätigt. Mit Korngrößen von 4 bis 12 mm, einer Dichte von zirka 120 kg/m³, einer Wärmeleitfähigkeit von 0,046 W/(m·K) und der Brandschutzklasse B2 nach DIN 4102 weist das Produkt gute bauphysikalische Werte auf.
Da Recyclingkork-Dämmstoffgranulat in Deutschland ausschließlich von gemeinnützigen Einrichtungen hergestellt wird, ist die Verfügbarkeit nicht immer gegeben. Deswegen wird häufig zur Befriedigung der Nachfrage auf Naturkorkschrot ausgewichen, welches als Abfallprodukt bei der Herstellung von Korkparkett anfällt. Korkmehl und Korkgranulate werden neben der industriellen Produktion von Dichtungen auch in Verbindung mit Lehm als Baustoff und Zuschlagsstoff eingesetzt.

### Schüttdämmstoff
Für die Dämmung mit Recyclingkork-Granulat werden verschalte Dämmhohlräume hergestellt, die mit Hilfe wasserdampfdiffusionsfähiger Baupappe winddicht abgeschlossen sind. Beim Dachaufbau wird eine Außenschalung oder die Verwendung von Holzfaserplatten als äußerer Abschluss der Dämmung empfohlen. Die Dämmschüttung wird mit dem Innenausbau oder bei Renovierungen, vorzugsweise zwischen Dachsparren, in Balkendecken und Zwischenwänden ausgeführt. Am oberen Abschluss der Verschalung wird abschnittsweise das Dämmstoffgranulat aus Papiersäcken in die Dämmhohlräume eingeschüttet oder eingeblasen. Ein Verdichten ist nicht nötig, weil das Recycling-Korkgranulat durch Entspannungsdehnung auch nach der Verarbeitung tendenziell an Kornvolumen zunimmt. Wird das Korkgranulat nicht mit anderen Stoffen vermengt, bleibt es weiterhin recyclingfähig und kann bei Um- oder Rückbau erneut wiedergewonnen werden, da trockener Kork praktisch nicht verrottet.

## Geschichte
Die erste öffentliche Aufforderung zum Sammeln von Flaschenkorken zum Zwecke der Wiederverwertung ging 1987 vom Arbeitskreis Recycling im Bund für Umweltschutz (BfU) Tübingen aus. Als Bürgerinitiative war durch die Organisation der Altpapier-Straßensammlungen und die Einrichtung zweier Altaluminium-Sammelstellen eine fachlich versierte Gruppe entstanden, der es möglich war, sowohl die passende Öffentlichkeitsarbeit als auch eine vernetzte und selbsttätige Logistik zu initiieren.
Ein konkreter Ausgangspunkt der Überlegungen war die Feststellung, dass in nahezu jedem Haushalt die anfallenden Flaschenkorken zunächst gesammelt werden – in Schubladen, Dosen oder Kartons. Auch im Alltagsverhalten sind Korken also offenbar zum Wegwerfen zu schade.
Für eine Pilotphase wurde im Sommer 1987 eine Sammelstelle in einem Tübinger Ladengeschäft eingerichtet und als Verwertungsprojekt die Wärmedämmung eines Gebäudedaches geplant. In der Fußgängerunterführung zum Tübinger Hauptbahnhof wurde eine Schauvitrine zu zwei Dritteln mit gesammelten Altkorken gefüllt und neben einem auffordernden Kommentar zum Mitmachen die Adresse der Tübinger Sammelstelle ausgehängt. Innerhalb weniger Wochen kamen – unter anderem per Paketpost – rund 5 Kubikmeter Flaschenkorken aus halb Baden-Württemberg zusammen.
Bei Fertigstellung des Pilotprojekts – das Dach wurde zwischen den Sparren mit einer Mischung aus Flaschenkorken und zugekauftem Korkgranulat gedämmt – war die Korkensammlung bereits ein Selbstläufer. Für die Weiterverarbeitung wurden verschiedene Zerkleinerungsverfahren getestet und Partner gesucht. Nach einer Forschungsreise zur Kork-Experimentalstation in Tempio Pausania auf Sardinien hielt Thilo Schäfer aus Tübingen am 29. Juni 1989 in der Volkshochschule Offenburg einen Vortrag mit dem Thema: „Urlaubslandschaften am Mittelmeer erhalten – Korken sammeln.“ In einem anschließenden Gespräch lernte er Klaus Freudenberger, den Öffentlichkeitsreferenten des Epilepsiezentrums in Kehl-Kork, kennen. In diesem Gespräch entstand die Idee, Flaschenkorken unter dem mehrdeutigen Slogan 'Korken für Kork' zu sammeln und in der dortigen Werkstatt zu verarbeiten.
Schließlich erwies sich die Rupf-, Reiß- und Schermühle in der Werkstatt für Behinderte am Epilepsiezentrum in Kehl-Kork (der Teilort von Kehl am Rhein hieß schon vorher so) als geeignet für die Zerkleinerung gebrauchter Flaschenkorken. Das produzierte Granulat wurde konfektioniert als Wärmedämmstoff-Schüttung und seit 1992 unter dem eingetragenen Markennamen 'RecyKORK' vermarktet. Zugleich wurde auch regional in Südbaden ein Sammelstellennetz initiiert und zusammen mit der Tübinger Sammelstelle schnell auf das gesamte Bundesland erweitert. Engagierte Privathaushalte, Läden, Wirte, Weinhandlungen, Winzergenossenschaften und Abfallwirtschaftsverbände wurden informiert und vernetzt. Zeitgleich mit der bundesweiten Einführung der getrennten Abfallsammlung erreichte die Presse- und Öffentlichkeitsarbeit für das Korkrecycling in der ersten Hälfte der 1990er Jahre ein breites und engagiertes Publikum. 1997 drehte die Nord-Film Produktionsgemeinschaft Basel einen Dokumentarfilm mit dem Titel „Kork“ für das Hessische Schulfernsehen, der 1999 vom NDR und im Jahr 2000 von Arte gesendet wurde.
Unter dem Motto 'Korken für Kork' werden zwischenzeitlich vielerorts – auch über die Grenzen der Bundesrepublik hinaus – Flaschenkorken gesammelt und größtenteils als Beifracht einer in Kehl ansässigen internationalen Spedition in die Behindertenwerkstatt gebracht. Mit diesem Projekt konnte gezeigt werden, dass mit den ökologischen Aspekten der Müllvermeidung und Abfallverringerung wie auch des Klimaschutzes (CO2-Verminderung durch Wärmedämmung) die sozialen Aspekte der Erhaltung von Arbeitsplätzen für behinderte Menschen vorteilhaft verbunden werden können. Auch in weiteren Projekten hat sich das Korkrecycling zur Schaffung von Arbeitsplätzen oder für die berufliche Qualifizierung als geeignet erwiesen. Das Korkrecycling in Kork wurde zum 1. Juli 2014 wegen des zurückgehenden Sammelaufkommens eingestellt. Die gesammelten Korken werden jetzt von einem Kooperationspartner weiterverarbeitet, der Ertrag fließt der Diakonie Kork zu.
Da von einer zentralisierten Verwertung in der Anfangsphase nicht ausgegangen werden konnte, waren bereits in den 1980er Jahren von Tübingen aus dezentrale Korksammel- und Verwertungsprojekte angestoßen worden. Von kirchlichen Einrichtungen, Vereinen und Arbeitslosen-Selbsthilfegruppen wurde die Idee für Beschäftigungsprojekte in allen Teilen Deutschlands übernommen. Der Versuch, Ende der 1990er Jahre eine bundesweite Korkrecycling-Kooperation einzurichten, gelang nicht. Die meisten Projekte waren erheblich subventionsabhängig, weshalb nur wenige Korkrecyclingeinrichtungen trotz der Streichung öffentlicher Unterstützungsgelder noch weiterexistieren konnten. Die Tatsache, dass auch die Herstellerfirmen in den Kork-Ursprungsländern das Korkensammeln unterstützen und Korkrecycling sogar in Zusammenarbeit mit ortsansässigen Natur- und Umweltschutzverbänden betreiben, zeigt jedoch, dass selbst unter den Bedingungen der Globalisierung ein Gedanke mit nachhaltiger Überzeugungskraft auch wirtschaftliche Nachhaltigkeit hervorbringt.
Heute fallen in Deutschland jährlich etwa 1,2 Milliarden Flaschenkorken an, was einem Volumen von 32000 m³ Korkschrot entspricht. Davon werden inzwischen rund 140 Millionen Korken dem Korkrecycling zugeführt.

## Korkrecycling in anderen Ländern

### Australien
1989 stieg in Australien der Preis für importiertes portugiesisches Korkgranulat binnen 18 Monaten auf mehr als das Doppelte. Dies brachte die Firma ACL Comcork, die Dichtungen aus Kork für die Automobilindustrie herstellte, in wirtschaftliche Probleme. Die Frau des Generaldirektors hatte die Vision, dass das Sammeln und Verwerten der in Australien anfallenden Flaschenkorken den Bedarf an dem nunmehr teuren Rohstoff senken würde und dadurch letztendlich das Land weniger von Korkimporten abhängig wäre. Da sie selbst Mitglied bei den Girl Guides Australia (einer Mädchenpfadfinder-Organisation) war, war ein landesweites Sammelnetzwerk schnell etabliert. Heute sammeln die Guides, unterstützt von Privatpersonen, Hotels, Restaurants und sogar großen Firmen wie The Body Shop, Qantas, Woolworth oder IKEA etwa 200 t Korken pro Jahr, die bei ACL Comcork wiederverwertet werden.

### Georgien
Seit Mai 2021 gibt es in Georgien, etwas außerhalb der Hauptstadt Tiflis, eine Korken-Recycling-Station. Initiantin dieses Projektes ist  die gemeinnützige Stiftung MOE Foundation Georgia. Zusammen mit  Parki ar minda, einem gemeinnützigen Öko-Bildungsprojekt, das ein Öko-Taxi zum Einsammeln von verschiedenen gebrauchten Wertstoffen anbietet, wird die Bevölkerung Georgiens dazu motiviert, gebrauchte Korken zu sammeln. Das Wissen um Recycling ist in der georgischen Bevölkerung noch weitgehend unbekannt. Umso mehr ist es wichtig, die Menschen dazu zu motivieren. Der gesammelte Kork soll nun durch die Stiftung MOE Foundation Georgia in Zusammenarbeit mit einer sozialen Firma zu Korkschrot verarbeitet werden.

### Schweiz
1993 wurde von Bruno-Thomas Eltschinger, dem Präsidenten und Gründer der "Association Suisse des Maîtres d'Hôtel Diplômés ASMD", einer Vereinigung von eidgenössisch diplomierten Restaurantmanagern in der Schweiz,  zusammen mit seiner Seniorenorganisation "Free Evergreens - Golden-Age Club" das 'Schweizer Korken-Recycling' anlässlich einer Generalversammlung in der Kartause Ittingen begründet und seither in Zusammenarbeit mit weiteren Organisationen ein Sammelnetz aufgebaut. Dazu hat Bruno-Thomas Eltschinger das Webportal korken.ch eintragen lassen. Der Gründer der ASMD, spielte auch eine Schlüsselrolle bei der Gründung des Schweizer Sommelierverbands (ASSP). Korken werden in der Schweiz vor allem in Gastronomie-Betrieben gesammelt, vielerorts auch in öffentlichen Sammelstellen. In der Sammelzentrale des 'Golden Age-Club' in Zürich wird das Sammelgut nachsortiert und dann zur Verwertung gegeben.

### Frankreich
In Frankreich wurde 2004 die Aktion Tire-Bouchon (Korkenzieher), inzwischen in Recycliège umbenannt, von einem Regionalvorsitzenden einer Behindertenorganisation ins Leben gerufen. Sie stellt ein Netzwerk zwischen sammelnden Organisationen und korkverarbeitenden Recyclingunternehmen dar. Die sammelnden Organisationen übernehmen die dezentrale Lagerung, bis eine komplette LKW-Ladung erreicht ist. Die Abnehmer, drei korkverarbeitende Betriebe im gascognischen Korkeichenanbaugebiet, verpflichten sich zur Übernahme der Transportkosten und zur Abnahme der Korken zu einem fest vereinbarten Preis. Den Erlös erhalten die sammelnden Organisationen, die wiederum 75 % davon für humanitäre Projekte zur Verfügung stellen müssen. Durch rege Unterstützung im karitativen Umfeld erlangte die Aktion schnell landesweite Bedeutung. Im Jahr 2011 sind auf diese Weise 90 t Flaschenkorken gesammelt worden.